# Arnved Nedkvitne
Arnved Nedkvitne, född 21 maj 1947 i Haugesund, är en norsk historiker och professor emeritus i medeltida historia.
Han blev cand.philol. vid Universitetet i Bergen 1975 och dr.philos. (fil.dr.) vid Universitetet i Bergen 1983, och var forskare vid Universitetet i Bergen till 1991. Han var professor i medeltida historia vid Universitetet i Trondheim (NTNU) från 1991 till 1993 och vid Universitetet i Oslo från 1993 till 2009. Nedkvitne blev invald i Det Kongelige Norske Videnskabers Selskab 1993.
Han är känd för sin forskning om Skandinaviens medeltida handelsförbindelser, särskilt förbindelserna mellan Hanseförbundet och Norge, de sociala konsekvenserna av läskunnighet i medeltiden, trosuppfattningar i medeltiden, och skandinaviska bosättningar i Grönland.

## Publikationer
- Utenrikshandelen fra det vestafjelske Norge 1100-1600, 1983
- «Mens bønderne seilte og jægterne for» : nordnorsk og vestnorsk kystøkonomi 1500-1730, Universitetsforlaget, 1988
- Människan och miljön, 1991
- Byen under Eikaberg : fra byens oppkomst til 1536, 1991
- Norwegen und die Hanse : wirtschaftliche und kulturelle Aspekte im europäischen Vergleich, Peter Lang, 1994
- Møte med døden i norrøn middelalder, Cappelen, 1997, svensk översättning 2004: Mötet med döden i norrön medeltid, Bokförlaget Atlantis
- Middelalderbyen ved Bjørvika, Cappelen, 2000
- The social consequences of literacy in medieval Scandinavia, Brepols, 2004
- Lay belief in Norse society 1000-1350, Museum Tusculanum Press, 2009
- Ære, lov og religion i Norge gjennom tusen år, Spartacus Forlag, 2011
- The German Hansa and Bergen 1100–1600, Böhlau, 2014
- Norse Greenland: Viking Peasants in the Arctic, Routledge, 2018